# Національна премія України імені Тараса Шевченка — лауреати 2005 року
Національні премії України імені Тараса Шевченка в галузі літератури, журналістики, мистецтва і архітектури 2005 року були присуджені Указом Президента України від 8 березня 2005 р. № 599/2005 за поданням Комітету по Національних преміях України імені Т. Г. Шевченка. Розмір Національної премії України імені Тараса Шевченка склав сто тисяч гривень кожна.

## Список лауреатів
| Галузь                      | Лауреат | Обґрунтування |
| --------------------------- | --- | --- |
| Література                  | Воробйов Микола Панасович — письменник | за книгу поезій «Слуга півонії». |
| Література                  | Матіос Марія Василівна, письменниця | за роман «Солодка Даруся». |
| Література                  | Слабошпицький Михайло Федотович — письменник | за роман-біографію «Поет із пекла». |
| Образотворче мистецтво      | Алієв Айдер Енверович — скульптор Нагаєв Ібраїм-Герей Садикович — головний архітектор Нагаєва Зарема Садиківна — архітектор Якубов Февза Якубович — автор концепції комплексу Абдулаєв Азіз Рефатович — автор оформлення комплексу | за скульптурний комплекс «Відродження» у м. Сімферополі.                                                                                       |
| Образотворче мистецтво      | Микита Володимир Васильович — художник | за серію робіт «Рідний край». |
| Музичне мистецтво           | Камінський Віктор Євстахійович — композитор | за Концерт № 2 «Різдвяний», симфонію-кантату «Україна. Хресна дорога», ораторії «Іду. Накликую. Взиваю…» та «Акафіст до Пресвятої Богородиці». |
| Музичне мистецтво           | Ланюк Юрій Євгенович — композитор | за музичні твори «Палімпсести» та «Музика з Книги Стайнених Просторів та Елегії для Птаха Сяйва».                                              |
| Журналістика і публіцистика | Коцюбинська Михайлина Хомівна — літературознавець | за книгу «Мої обрії» в 2-х томах. |
| Журналістика і публіцистика | Кримський Сергій Борисович — культуролог | за книги «Философия как путь человечности и надежды» та «Запити філософських смислів».                                                         |